# 수오멘 비랄리넨 리스타
수오멘 비랄리넨 리스타(핀란드어: Suomen virallinen lista)는 IFPI 핀란드 지부가 만드는 핀란드의 음악 차트이다.